# Kōichi Hashiratani
Kōichi Hashiratani (jap. 柱谷 幸一 Hashiratani Kōichi; ur. 1 marca 1961) – były japoński piłkarz, reprezentant kraju.

## Kariera klubowa
Od 1983 do 1996 roku występował w klubach: Nissan Motors, Urawa Reds i Kashiwa Reysol.

## Kariera reprezentacyjna
W reprezentacji Japonii Kōichi Hashiratani zadebiutował 8 lutego 1981 roku. W reprezentacji Japonii występował w latach 1981–1986. W sumie w reprezentacji wystąpił w 29 spotkaniach.

## Statystyki
| Reprezentacja Japonii | Reprezentacja Japonii | Reprezentacja Japonii |
| Rok                   | Mecze                 | Gole                  |
| --------------------- | --------------------- | --------------------- |
| 1981                  | 9                     | 0                     |
| 1982                  | 3                     | 0                     |
| 1983                  | 1                     | 0                     |
| 1984                  | 5                     | 1                     |
| 1985                  | 9                     | 2                     |
| 1986                  | 2                     | 0                     |
| Razem                 | 29                    | 3                     |